# 加登格羅夫 (愛荷華州)
加登格羅夫（英語：Garden Grove）是一個位於美國愛荷華州第開特縣的城市。

## 地理
加登格羅夫的座標為40°49′35″N 93°36′28″W / 40.82639°N 93.60778°W，而該地的平均海拔高度為339米（即1112英尺）。

## 人口
根據2010年美國人口普查的數據，加登格羅夫的面積為1.79平方千米，當中陸地面積為1.79平方千米，而水域面積為0.00平方千米。當地共有人口211人，而人口密度為每平方千米117人。